# قطعة كبدية
حسب نظام كينوود في تشريح الكبد، فإنَّ الفصوص الوظيفية للكبد تُقسم إلى ثماني قطعٍ فرعية على أساس المستوى المستعرض من خلال تفرع الوريد البوابي الرئيسي. سُميَّ هذا النظام نسبةً إلى كلود كينوود.